# Aprominta australis
Aprominta australis is een vlinder uit de familie dominomotten (Autostichidae). De wetenschappelijke naam is voor het eerst geldig gepubliceerd in 1966 door Gozmány.
De soort komt voor in het Afrotropisch gebied.